# Neualbenried
Neualbenried ist ein Ortsteil des Marktes Neukirchen-Balbini im Landkreis Schwandorf des Regierungsbezirks Oberpfalz im Freistaat Bayern.

## Geographie
Neualbenried liegt 3 Kilometer nordwestlich von Neukirchen-Balbini, 2 Kilometer südwestlich von der Staatsstraße 2040. Nördlich von Neualbenried erhebt sich der 540 Meter hohe Steinbühl.

## Geschichte
Neualbenried wurde ab 1950 als amtlich benannter Ortsteil der Gemeinde Egelsried aufgeführt. Im Zuge der Gebietsreform in Bayern wurde 1972 die Gemeinde Egelsried aufgelöst und nach Neukirchen-Balbini eingemeindet.
Neualbenried gehört zur Pfarrei Penting. 1997 hatte Neualbenried 7 Katholiken.

## Einwohnerentwicklung ab 1950
| Jahr | Einwohner | Gebäude |
| ---- | --------- | ------- |
| 1950 | 2         | 1       |
| 1961 | 2         | 1       |
| 1970 | 2         | k. A.   |
| 1987 | 6         | 1       |
| 2011 | 9         | k. A.   |

## Tourismus
Durch Neualbenried führen der Goldsteig, der Oberpfalzweg und der Oberpfälzer Seenland-Radweg.